# Kaboua
Kaboua è un arrondissement del Benin situato nella città di Savè (dipartimento delle Colline) con 13.426 abitanti (dato 2006).